# Campionati svedesi di sci alpino 1986
Ai Campionati svedesi di sci alpino 1986 furono assegnati i titoli di discesa libera, slalom gigante e slalom speciale, sia maschili sia femminili.

## Risultati
| Specialità      | Uomini           | Donne                     |
| --------------- | ---------------- | ------------------------- |
| Discesa libera  | Niklas Henning   | Annelie Sundgren          |
| Slalom gigante  | Jörgen Sundqvist | Monica Äijä               |
| Slalom speciale | Jörgen Sundqvist | Catharina Glassér-Bjerner |